# Liste der Monuments historiques in Châtillon-en-Vendelais
Die Liste der Monuments historiques in Châtillon-en-Vendelais führt die Monuments historiques in der französischen Gemeinde Châtillon-en-Vendelais auf.

## Liste der Objekte
| Bezeichnung          | Beschreibung | Standort                        | Kennzeichnung | Schutzstatus | Datum | Bild |
| -------------------- | ------------ | ------------------------------- | ------------- | ------------ | ----- | ---- |
| Acht Bleiglasfenster | 1905         | in der Kirche St-Georges (Lage) | PM35002604    | Inscrit      | 1991  |      |